# Stanisław Kreczmer
Stanisław Kreczmer (ur. 3 września 1927 roku w Andrychowie, zmarł 16 listopada 2018 roku) – polski naukowiec, inżynier elektrotechnik i automatyk w specjalności elektrotechnika, napędy elektryczne w górnictwie, urządzenia i automatyka w górnictwie, docent doktor, prodziekan i dziekan Wydziału Elektrotechniki, Automatyki i Elektroniki oraz prorektor Akademii Górniczo-Hutniczej im. Stanisława Staszica w Krakowie.

## Życiorys
Studiował na Wydziale Elektromechanicznym Akademii Górniczo-Hutniczej im. Stanisława Staszica w Krakowie. Studia wyższe ukończył w 1952 roku. 
Od 1954 roku pracownik Wydziału Elektrotechniki Górniczej i Hutniczej AGH. W latach 1964–1971 był adiunktem, natomiast od 1971 roku docentem.
W 1964 roku na podstawie pracy doktorskiej Automatyczna regulacja posuwu wrębiarek z napędem elektrycznym, której promotorem był profesor Ludger Szklarski, uzyskał stopień naukowy doktora.
W latach 1972–1975 prodziekan Wydziału Elektrotechniki Górniczej i Hutniczej. W latach 1975–1984 prodziekan, a następnie w latach 1984–1987 dziekan Wydziału Elektrotechniki, Automatyki i Elektroniki. W latach 1987–1990 był prorektorem Akademii Górniczo-Hutniczej.
Zainteresowania naukowe docenta Kreczmera dotyczyły napędów elektrycznych w górnictwie oraz urządzeń automatyki górniczej. Oprócz publikacji naukowych był współautorem patentów.
Od 1949  roku członek Naczelnej Organizacji Technicznej. Od 1964 roku należał do SEP, a w latach 1990–1994 wybrany na prezesa Oddziału Krakowskiego, za zasługi członek honorowy Stowarzyszenia Elektryków Polskich.
Zmarł w wieku 91 lat. Pochowany został na Cmentarzu Komunalnym w Andrychowie.

## Odznaczenia i wyróżnienia[1]
- Krzyż Kawalerski Orderu Odrodzenia Polski,
- Krzyż Oficerski Orderu Odrodzenia Polski,
- Medal Komisji Edukacji Narodowej,
- Diamentowa Odznaka Honorowa Naczelnej Organizacji Technicznej,
- Odznaka Honoris Gratia za zasługi dla Miasta Krakowa,
- Członek Honorowy Stowarzyszenia Elektryków Polskich.